# روئن
روئن (به لاتین: Ruen) یک منطقهٔ مسکونی در بلغارستان است که در شهرستان روئن واقع شده‌است. روئن ۲٬۴۲۳ نفر جمعیت دارد.